# Huchagondanahalli, Tiptur
Huchagondanahalli là một làng thuộc tehsil Tiptur, huyện Tumkur, bang Karnataka, Ấn Độ.